# Michael J. Higatsberger
Michael Josef Higatsberger (* 8. Juni 1924 bei Krems in Niederösterreich; † 7. Jänner 2004 in Wien) war ein österreichischer Physiker, Honorarprofessor und Autor. Außerdem lehrte er an der Technischen Hochschule Graz als Honorarprofessor für Reaktorphysik.

## Leben
Michael J. Higatsberger wurde am 8. Juni 1924 bei Krems in Niederösterreich als Sohn von Michael und Berta Higatsberger geboren. Er besuchte das Humanistische Gymnasium in Krems und beendete dies mit Auszeichnung.
Am 8. März 1949 erfolgte die Beurteilung seiner Dissertation mit dem Namen „Elektronenoptische Zylinderlinsenwirkung des realen Plattenkondensators“.
Anschließend arbeitete Higatsberger von 1949 bis 1952 als Universitätsassistent am I. Physikalischen Institut der Universität Wien. 1965 wurde er Honorarprofessor für Reaktorphysik an der Technischen Hochschule Graz, danach, im Jahre 1969 außerordentlicher Professor und 1971 ordentlicher Professor an der Universität Wien. Außerdem wurde Higatsberger zum Institutsvorstand ernannt. Ab 1983 war er außerdem Vorsitzender der postgradualen Universitätslehrgänge für Medizinische Physik an der Universität Wien. 1994 wurde er als Hochschulprofessor in den Ruhestand versetzt und arbeitete als Industriekonsulent. Gemeinsam mit einigen Mitarbeitern der Hochschule schuf Higatsberger eine Sammlung von Experimenten der Physik, welche noch heute während Vorlesungen an der Universität Wien verwendet werden. Er veröffentlichte mehrere wissenschaftliche Arbeiten, darunter die Bücher "Physik in 700 Experimenten" (1977), "Dem Ingenieur ist nichts zu schwer oder Technik und Industrie in Anekdoten" (1982) und "Physikalische Problemstellungen" (1983). Higatsberger meldete unter anderem 73 österreichische und ausländische Patente an.
Auch in den USA war Higatsberger in der Lehre tätig. Er arbeitete an der Universität von Minnesota, sowie an der Catholic University in Washington.
Außerdem war es Higatsberger ein Anliegen nach seinem Ruhestand, sich für eine gute wissenschaftliche Beziehung zwischen Österreich und Tel Aviv (Israel) zu bemühen. 1996 wurde er verantwortlicher Koordinator für die Zusammenarbeit mit der Universität Tel Aviv. In Anerkennung wurde 2000 ein Hörsaal der Universität Tel Aviv in The Prof. Michael J. Higatsberger Hall umbenannt.
In den USA lernte Michael Higatsberger die friedliche Nutzung der Kernenergie kennen, was 1956 zur Gründung der Österreichischen Studiengesellschaft für Atomenergie führte, da sich Higatsberger nachhaltig für solch ein Projekt engagierte. Ab der Gründung und bis zum Jahre 1971 wurde Michael J. Higatsberger erster wissenschaftlich-technischer Geschäftsführer. Als Standort für dieses Projekt wurde Seibersdorf gewählt, woraufhin im Jahr 1961 der Forschungsreaktor und die Institute für Physik, Elektronik, Chemie, Metallurgie und Strahlenschutz eröffnet werden konnten.

## Auszeichnungen
Michael Higatsberger erhielt mehrere Auszeichnungen. 1967 erhielt er den Kulturpreis des Landes Niederösterreich und 1984 das Große Goldene Ehrenzeichen des Landes Steiermark. Außerdem wurde er, dank seiner besonderen Arbeit für Israel, im Jahre 1991, von der Universität Tel Aviv, zum Ehrendoktor ernannt.
Weiterhin erhielt er 1991 die Wilhelm-Exner-Medaille des Österreichischen Gewerbevereines und das Österreichische Ehrenkreuz für Wissenschaft und Kunst Erster Klasse.
Er war unter anderem auch noch Mitglied zahlreicher Gesellschaften wie der British Nuclear Energy Society und des Europäischen Komitees des Weizmann Institute of Science.

## Publikationen (Auswahl)
Higatsberger verfasste mehrere Bücher über physikalische Problemstellung sowie über Technik und Industrie. Zu seiner Arbeit gehörten außerdem die Themengebiete Massenspektroskopie und ihre Hilfstechniken, Elektronenoptik und die Hochvakuumtechnik sowie die Physik von Kernreaktoren.
- Franz P. Viehböck, Michael J. Higatsberger (Hrsg.): Electromagnetic Separation of radioactive isotopes. Proceedings of the International Symposium held in Vienna, May 23 - 25, 1960. Springer Verlag, Wien 1961.
- Physik in 700 [siebenhundert] Experimenten (= Didaktik der Naturwissenschaften. Band 1). Blick in der Welt, Frankfurt am Main 1977.
- Gottfried Heindl, Michael J. Higatsberger: Dem Ingenieur ist nichts zu schwer oder Technik und Industrie in Anekdoten. Paul Neff Verlag, Wien 1982.
- Physikalische Problemstellungen und Übungsaufgaben mit Lösungen für Pharmazeuten, Chemiker und Biologen. Aufgabensammlung. Springer Verlag, Wien 1983, ISBN 978-3-7091-4081-9.
- Hern Professor Dr. Higatsberger zum 60. Geburtstag = To Professor Dr. Higatsberger on the occasion of his 60th birthday. Verlag Karl Thiemig, München 1984.